# Paul Wenzel
Paul Wenzel , né le 14 février 1935 à  Lodi (Californie) et mort le 27 mai 2022 à Prescott (Arizona), est un artiste de la Walt Disney Company. Il travailla durant 42 années pour Disney et réalisa de nombreuses illustrations pour les produits de consommations et les œuvres promotionnelles pour les films.
Il est l'auteur de l'affiche du film Mary Poppins (1964).

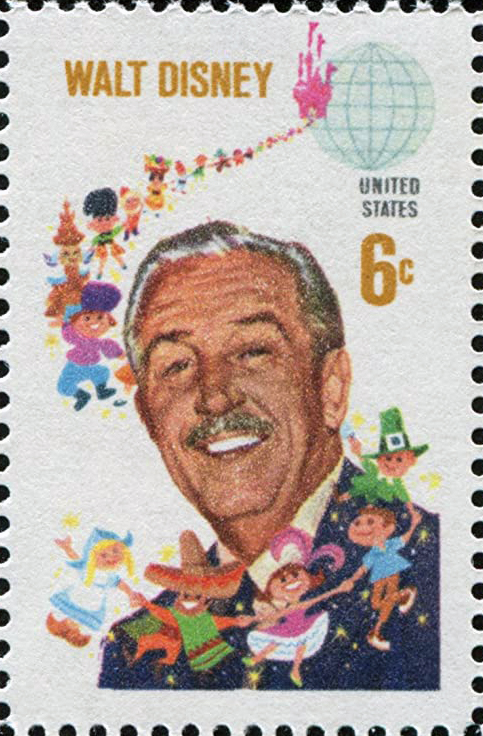
Le timbre commémoratif de 1968 avec Walt Disney.

Toutefois son œuvre la plus célèbre est l'effigie de Walt Disney réalisée pour un timbre commémoratif de 6 cent émis aux États-Unis le 11 septembre 1968. Il représente Walt Disney avec une file d'enfants sortant d'un silhouette du château de la belle au bois dormant de Disneyland situé sur le bord d'une sphère. Le portrait a été réalisé par Paul Wenzel tandis que les enfants et le château ont été réalisés par Bob Moore.